# Aalen
Ej att förväxla med staden Ahlen i Nordrhein-Westfalen.
Aalen (tyskt uttal: [ˈaːlən]
 ( lyssna)) är en stad i Ostalbkreis i regionen Ostwürttemberg i Regierungsbezirk Stuttgart i förbundslandet Baden-Württemberg i Tyskland. Folkmängden uppgår till cirka 69 147 invånare (2023).
Kommunen ingår i kommunalförbundet Aalen tillsammans med kommunerna Essingen och Hüttlingen.

## Historia
Aalen grundlades kring en större romersk befästning, av vilken en stor del är bevarad. 1360 blev Aalen en riksstad. Det tidigare rådhuset uppfördes 1636, efter att en stadsbrand skadat stadens bebyggelse svårt två år tidigare. Sedan 1802 hör staden till Württemberg. År 1975 gick grannstaden Wasseralfingen samman med Aalen.

## Geografi
Staden är belägen i förbundslandets östra del, cirka 60 kilometer öster om Stuttgart och 48 kilometer norr om Ulm. Den ligger vid Schwäbische Albs norra fot. Floden Kocher flyter genom staden.

## Kommunikationer
Aalen är ett nav för kommunikationer med andra delar av Tyskland.
Motorvägen A7, mellan Flensburg vid statsgränsen mot Danmark och Füssen vid statsgränsen mot Österrike, passerar omedelbart utanför staden. Aalen passeras dessutom av huvudvägarna B 19, B 29 och B 290.
Staden är en järnvägsknutpunkt med bland annat Intercity-linjen Karlsruhe – Stuttgart – Nürnberg.

## Näringsliv
Metallindustri dominerar den ekonomiska verksamheten. Dessutom är företag inom industrigrenarna optik, papper och textil av betydelse.

## Utbildning
I Aalen finns en fackhögskola med inriktning mot teknik och ekonomi.

## Vänorter
Aalen har följande vänorter:
- Antakya, Turkiet
- Cervia, Italien
- Christchurch, Dorset, Storbritannien
- Saint-Lô, Frankrike
- Tatabánya, Ungern